# Вихни-Парцеля
Вихни-Парцеля (пол. Wychny-Parcela) — село в Польщі, у гміні Кросневиці Кутновського повіту Лодзинського воєводства.